# فولکرسوایلر
فولکرسوایلر (به آلمانی: Völkersweiler) یک شهر در آلمان است که در زودلیشه واینشتراسه واقع شده‌است. فولکرسوایلر ۶۴۱ نفر جمعیت دارد.